# 南线 (泰国)
南线是由泰国国铁（SRT）建造并拥有的铁路线。本线从曼谷的曼谷阿皮瓦中央车站出发，经过泰国西部和南部诸府，本线终到马来西亚边境的双溪哥乐，并另设有巴东勿刹支线于巴东勿刹站和马来亚铁道公司铁路网相连，总长度为1,144.29公里，是该国最长的铁路线。
原邦苏枢纽站-佛统站区间已于2000年实现复线化。佛统-华欣区间施工预计于2024年完成；华欣-巴蜀府区间于2023完工；巴蜀府-春蓬预计将于2024年完工。另外春蓬-素叻他尼-合艾枢纽-宋卡府及合艾-巴东勿刹区间亦计划实施复线化工程。

## 连接线路
此线沿途分为8个支线：
- 吞武里支线（Thon Buri Line）：位于曼谷的短支线，于湄南河西岸的吞武里站（英语：Thon Buri railway station）出发
- 素攀府线（英语：Suphanburi Line）：从曼谷至素攀府，也是曼谷近郊铁路系统（英语：Greater Bangkok Commuter rail）的一部分。
- 泰缅铁路：从叻武里府班蓬县（英语：Ban Pong District）至北碧府赛育县（英语：Amphoe Sai Yok）
- 基里拉塔尼空支线（Khiri Rat Nikhom Line）：从素叻他尼至基里拉塔尼空县（英语：Khiri Rat Nikhom District）
- 干當支線（Kantang Line）：从那空是贪玛叻府童颂县（英语：Thung Song District）至董里府干當縣
- 那空是贪玛叻支线（Nakhon Si Thammarat Line）：位于那空是贪玛叻府的短支线
- 巴东勿刹支线（Padang Besar Line）从合艾至马来西亚北海

此外还有宋卡支线（Songkhla Line），但已于1978年停用。

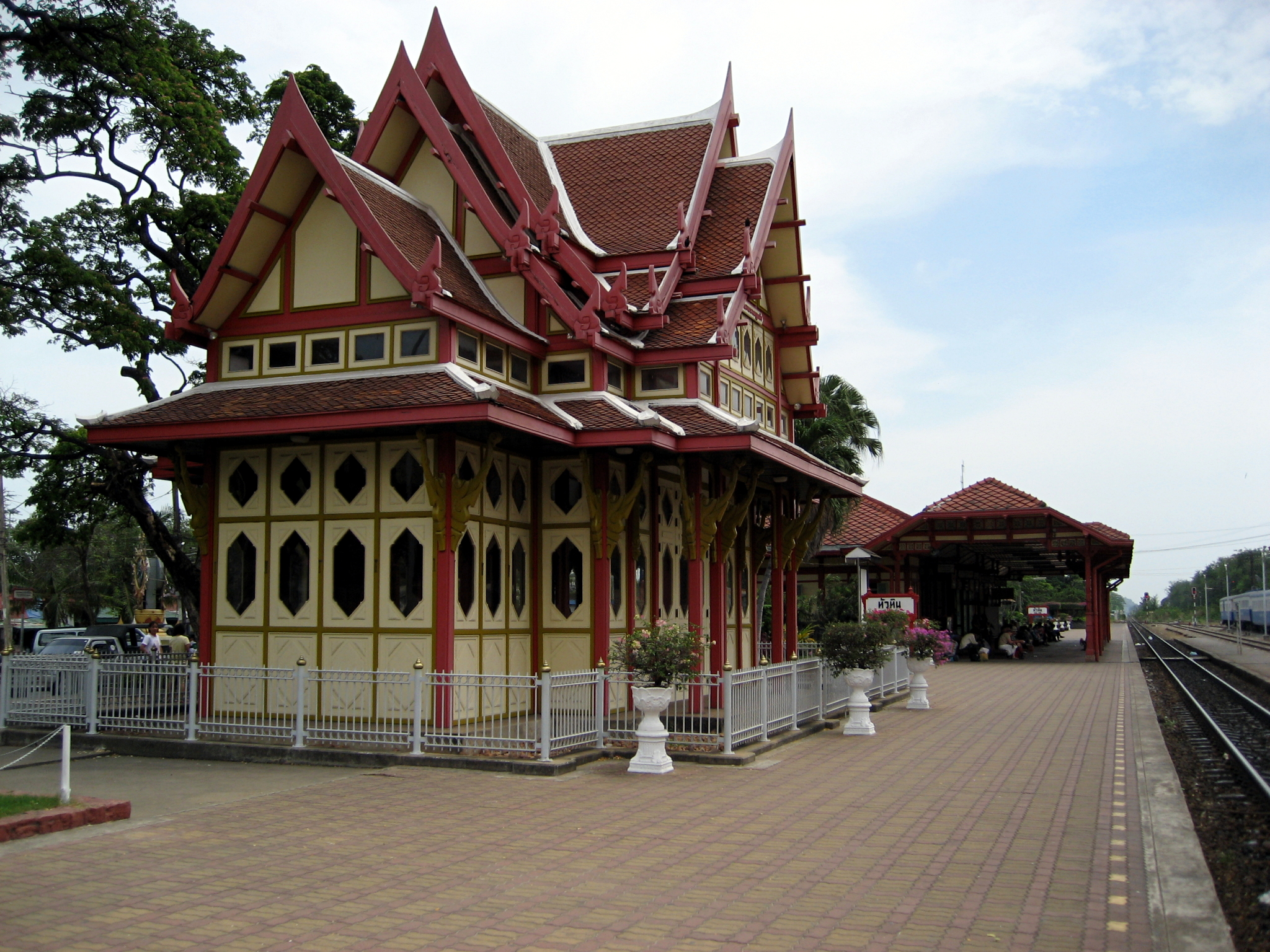
位于素艾哥洛主线的华欣站
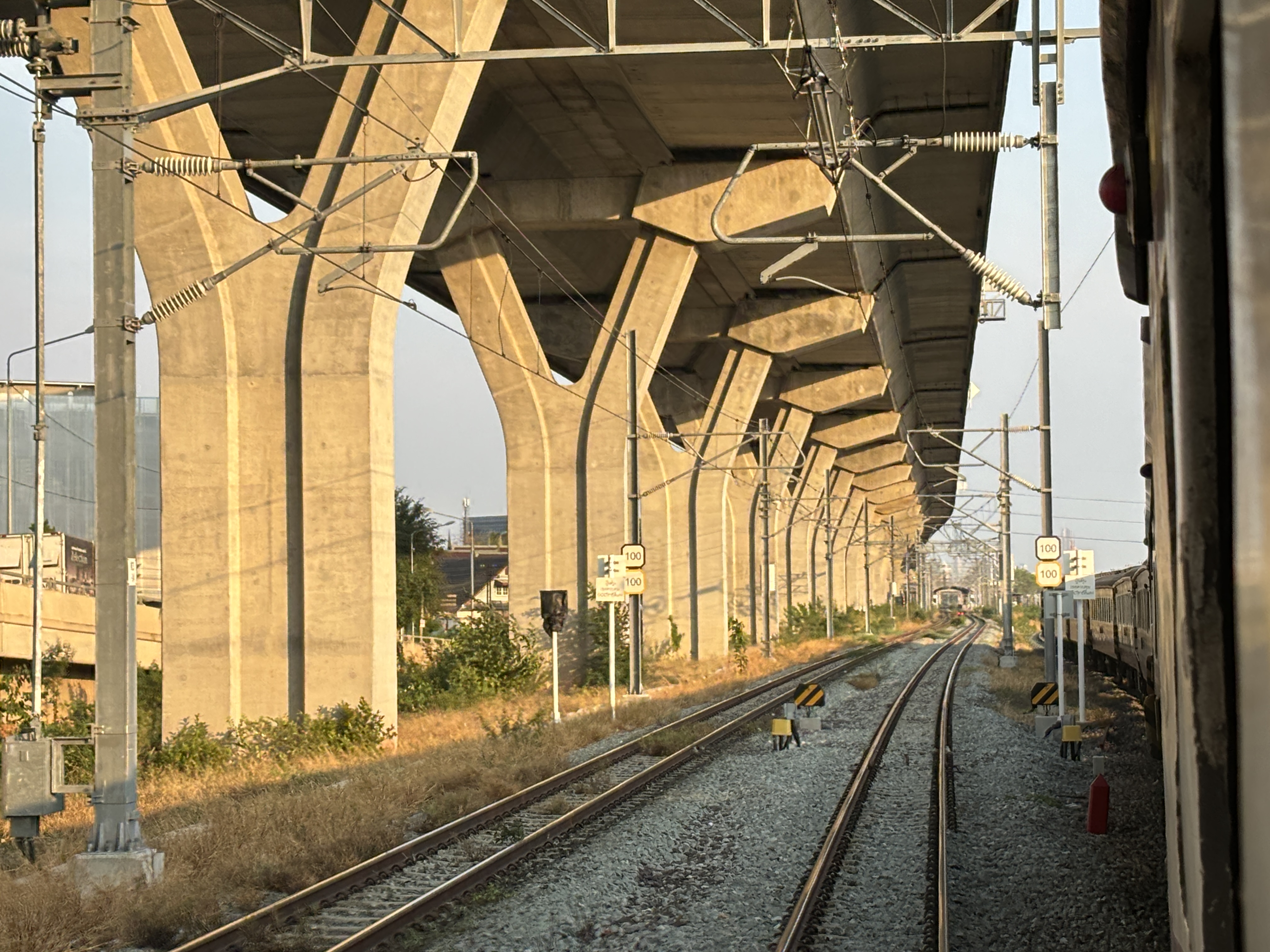
吞武里支线从正线出岔
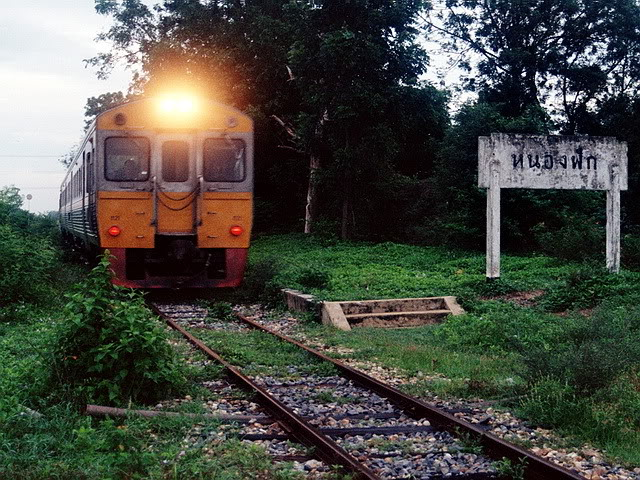
经过素攀武里支線（英语：Suphanburi Line）的已停用的農發站（英语：Nong Fak Railway Halt）的一列火车
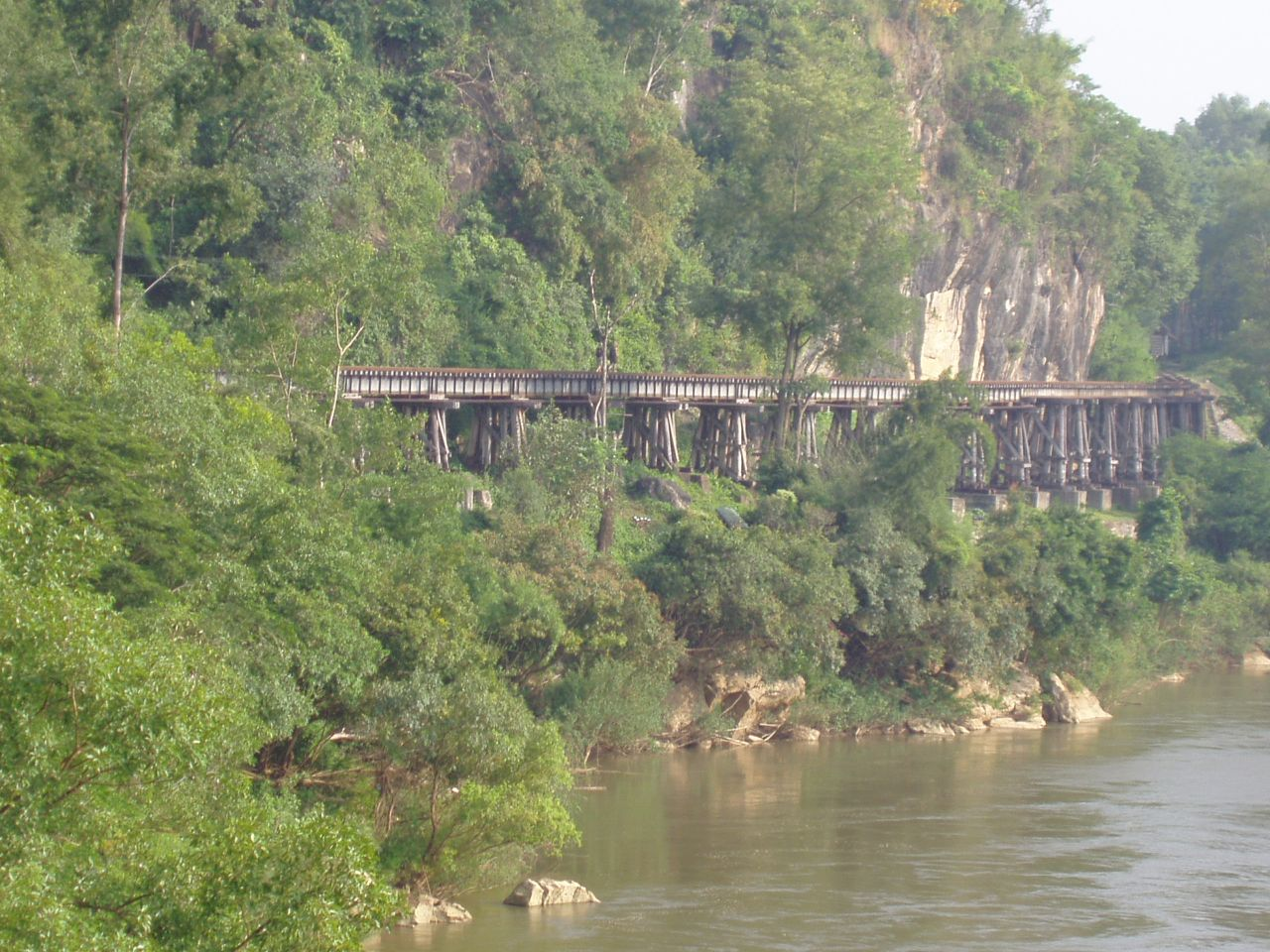
在泰缅铁路的克拉塞洞鐵路橋
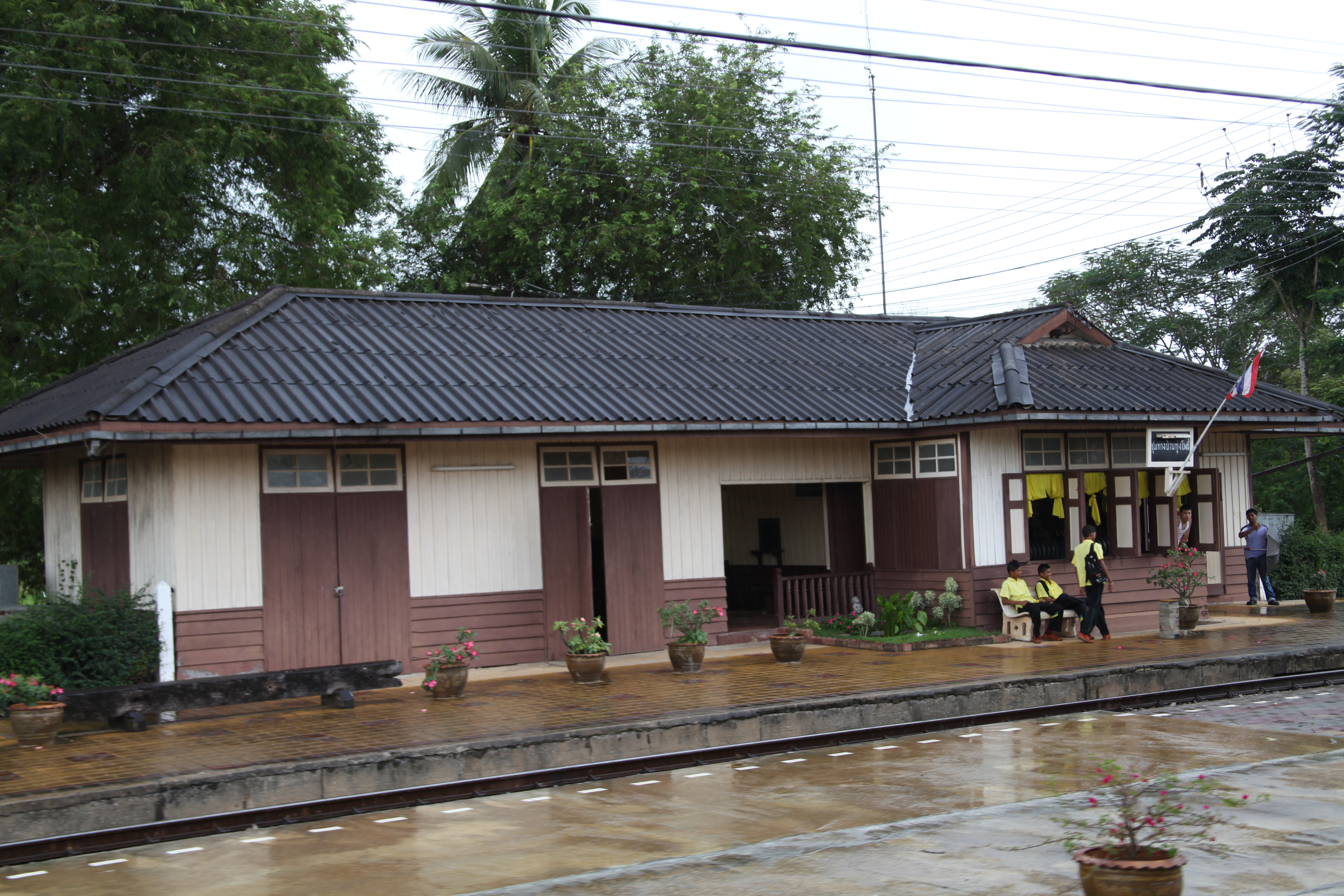
位于素艾哥洛主线和基里拉塔尼空线的班童坡站（英语：Ban Thung Pho Junction Railway Station）
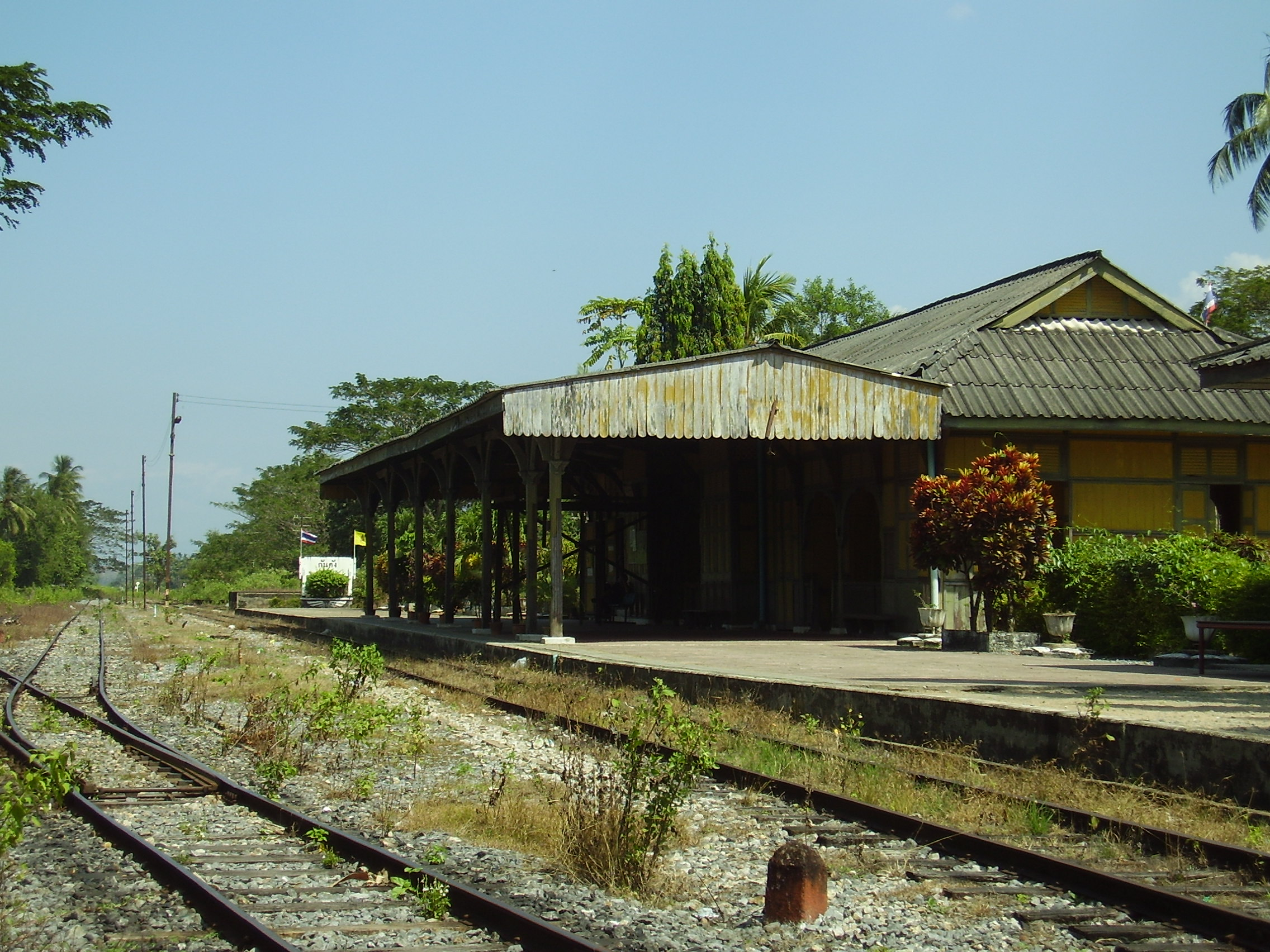
位于干當線末端干當站（英语：Kantang Railway Station）
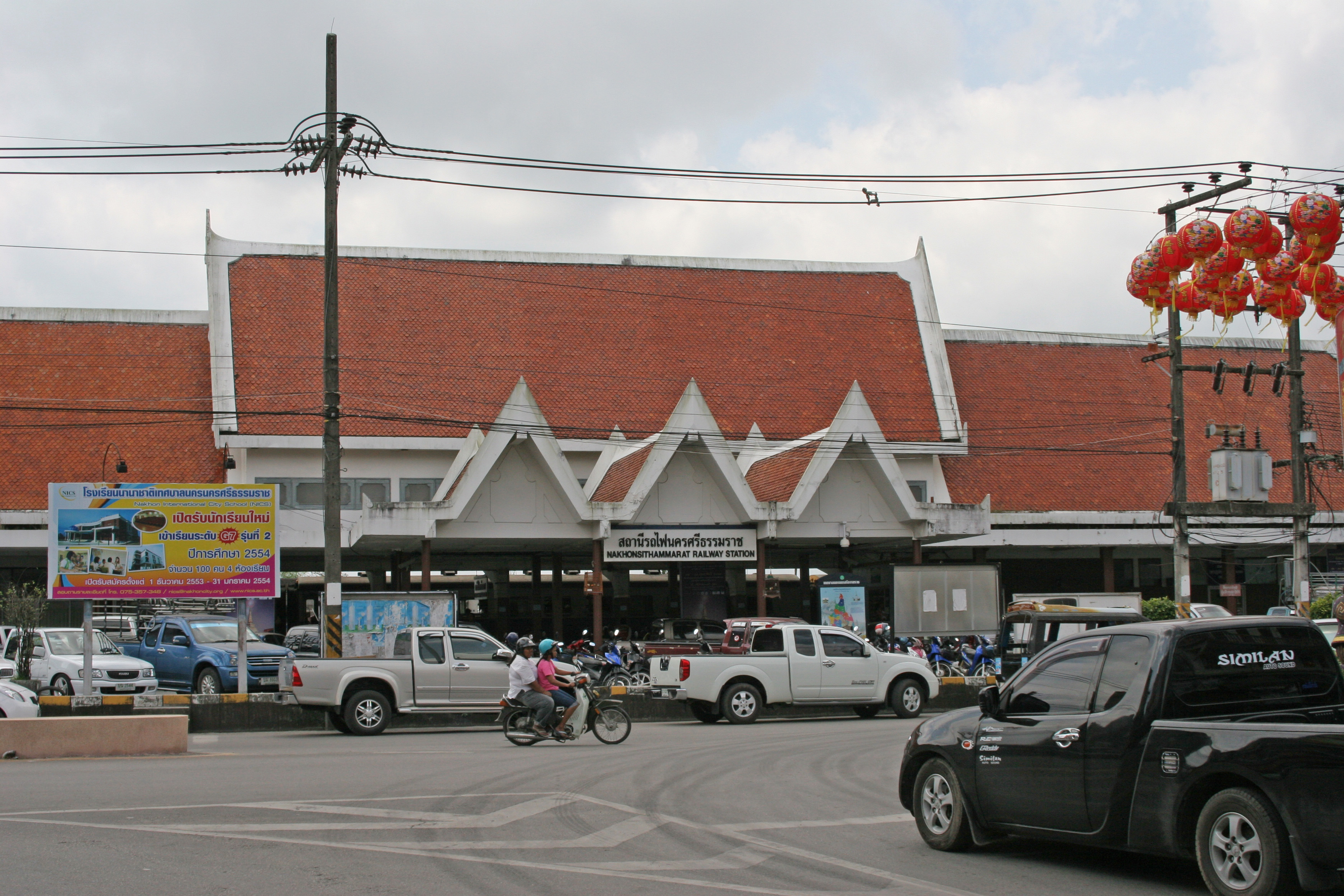
位于那空是贪玛叻线末端的那空是贪玛叻站
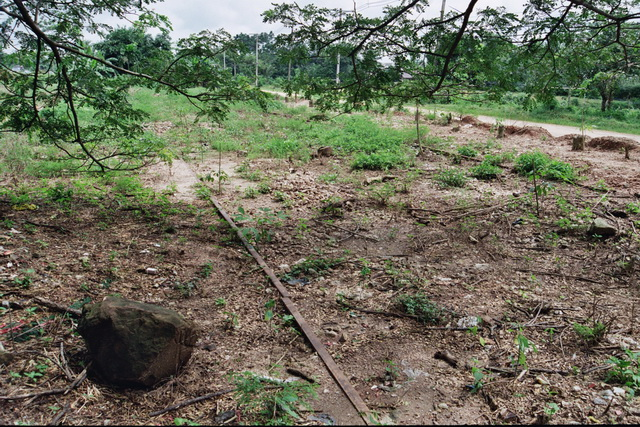
位于已停用的宋卡支线的南納站

## 歷史

### 開通
- 1903年6月19日：吞武里-碧差汶里
- 1911年6月9日：碧差汶里-差安
- 1911年11月25日：差安-華欣
- 1913年1月1日： 博他侖-烏塔保-宋卡
- 1913年4月1日：干當-會堯
- 1914年1月1日：華欣-王彭、會堯-童頌
- 1914年6月1日： 王彭-巴蜀
- 1914年10月1日： 考春通-那空是貪瑪叻、童頌-隆披汶-博他侖
- 1915年2月14日：班納-童頌
- 1915年3月15日：班功-邦沙潘亞
- 1915年12月1日：巴蜀-班功
- 1916年7月17日：春蓬-班納
- 1916年9月1日：邦沙潘亞-春蓬
- 1917年4月1日： 烏塔保-合艾-空塞
- 1918年7月1日：合艾-巴東勿刹
- 1920年3月1日：巴樓-吞勇曼
- 1920年11月1日：空塞-巴樓
- 1921年9月17日：吞勇曼-双溪哥樂
- 1927年1月1日：曼谷（華喃峰）-大林江
- 1949年6月24日：農普拉杜克-干乍那武里
- 1952年4月1日：干乍那武里-旺坡
- 1956年4月13日：班童坡-基里拉塔尼空
- 1958年7月1日：旺坡-瀑布
- 1963年6月16日：農普拉杜克-素攀武里
- 1995年5月12日：瀑布–小賽育瀑布

### 廢止
- 1978年7月1日：合艾-宋卡
- 2003年10月4日：吞武里（舊站）-吞武里（新站）